# بوستان جنگلی وردآورد
بوستان جنگلی وردآورد یکی از بوستان‌های جنگلی استان تهران است که از نظر بزرگی در مرتبه دوم قرار دارد. این بوستان در کوه‌های وردآورد و در کنار بزرگراه شهید خرازی  قرار دارد. این بوستان توسط سازمان بوستان‌ها و فضای سبز شهر تهران مدیریت می شود. این بوستان جنگلی در منطقه ۲۲ تهران قرار دارد و دارای وسعت ۱۰٬۴۵۸٬۰۰۰ مترمربع است.